# Boštjan Maček
Boštjan Maček, slovenski strelec, * 17. junij, 1972, Murska Sobota.
Maček je tekmovalec v disciplini trap streljanja na glinaste golobe. Je večkratni državni in pokalni prvak Slovenije. Njegov največji mednarodni uspeh je 5. mesto na tekmi Svetovnega pokala 2008 v Suhlu (Nemčija). V letu 2009 je pa osvojil zlato medaljo na sredozemskih igrah v Pescari. Za Slovenijo je nastopil na strelskem delu Poletnih olimpijskih igrah 2012 v Londonu, kjer je bil v trapu sedmi. Tekmuje tudi v paru s sestro Jasmino Maček.